# Ethiopian Airlines-vlucht 302
Ethiopian Airlines-vlucht 302 was een internationale lijnvlucht van Bole International Airport (Addis Abeba) naar Jomo Kenyatta International Airport in Nairobi, Kenia. Op 10 maart 2019 verongelukte de Boeing 737 MAX die de vlucht uitvoerde zes minuten na de start, alle 157 inzittenden (149 passagiers en 8 bemanningsleden) kwamen om het leven.

## Vliegtuig
Deze Boeing 737 MAX 8 was vier maanden oud en had 1.200 uren gevlogen. Op 4 februari onderging het de laatste keer een grondig onderhoud.

## Ongeval
Het vliegtuig vertrok om 08:38 uur plaatselijke tijd van startbaan 07R. De piloot meldde even later aan de verkeerstoren dat er een probleem was en dat hij naar de luchthaven van Addis Abeba terug wilde keren. Kort daarna verdween het toestel om 08:44 uur van de radar en stortte neer bij de stad Debre Zeit, zo'n 50 km ten zuidoosten van Bole International Airport.
De oorzaak van het ongeval is onderzocht, het rapport werd gepubliceerd door de National Transportation Safety Board (NTSB) op 28 december 2022. De meest waarschijnlijke oorzaak van het ongeval was een herhaalde "nosedown input" van het vliegtuig door het Maneuvering Characteristics Augmentation System (MCAS) systeem. Deze fout was het gevolg van een foutieve invalshoeksensor (AOA) en het onherstelbare activeringssysteem waardoor het vliegtuig met een snelheid van -33.000 ft/min naar de grond dook.

## Gevolgen voor de luchtvaart
Een Lion Air-toestel van hetzelfde model verongelukte op 29 oktober 2018 in Indonesië, ook dat toestel verongelukte kort na de start. Naar aanleiding van dit tweede ongeluk in korte tijd met een Boeing 737 MAX besloten diverse maatschappijen hun toestellen van dit type voorlopig aan de grond te houden. Later besloten agentschappen voor de luchtvaart van diverse landen en de Europese Unie hun luchtruim te sluiten voor de Boeing 737 MAX.

## Slachtoffers
| Nationaliteit       | Passagiers            |
| ------------------- | --------------------- |
| Kenia               | 32                    |
| Canada              | 18                    |
| Ethiopië            | 9 + 8 bemanningsleden |
| China               | 7                     |
| Italië              | 8                     |
| Verenigde Staten    | 8                     |
| Frankrijk           | 7                     |
| Verenigd Koninkrijk | 7                     |
| Egypte              | 6                     |
| Duitsland           | 5                     |
| India               | 4                     |
| Slowakije           | 4                     |
| Zweden              | 4                     |
| Oostenrijk          | 3                     |
| Rusland             | 3                     |
| Spanje              | 2                     |
| Marokko             | 2                     |
| Polen               | 2                     |
| Israël              | 2                     |
| België              | 1                     |
| Djibouti            | 1                     |
| Hongkong            | 1                     |
| Ierland             | 1                     |
| Indonesië           | 1                     |
| Jemen               | 1                     |
| Mozambique          | 1                     |
| Nepal               | 1                     |
| Nigeria             | 1                     |
| Noorwegen           | 1                     |
| Oeganda             | 1                     |
| Rwanda              | 1                     |
| Saoedi-Arabië       | 1                     |
| Servië              | 1                     |
| Soedan              | 1                     |
| Somalië             | 1                     |
| Togo                | 1                     |
| Totaal              | 157                   |